# Lill-Sundträsket
Lill-Sundträsket är en sjö i Skellefteå kommun i Västerbotten och ingår i Jävreån-Åbyälvens kustområde.